# Johan Näsman
Johan Näsman, född 17 februari 1972, är en svensk orienterare som tog SM-guld i stafett 1995, 1996 och 2005, i medeldistans 1998 och 2002, i ultralång 2002 samt i sprint 2003. Han tog EM-silver i stafett 2002 och NM-brons i sprint 2003.